# Heckler & Koch G36
Heckler & Koch G36 (tudi Heckler & Koch Gewehr Model 36) je jurišna puška, proizvod nemškega oborožitvenega koncerna Heckler & Koch, ki je v uporabi v mnogih oboroženih silah in vladnih organizacijah po svetu. Razvita je bila v prvi polovici 90. let 20. stoletja, v Bundeswehr pa je bila kot službena puška uvedena leta 1997, s čimer je nadomestila Heckler & Koch G3.

## Zgodovina
Heckler & Koch je začel z razvojem G36 leta 1990, ko jih je Bundeswehr zaprosil, da razvijejo nov oborožitveni sistem, ki bi zamenjal zastarelo Heckler & Koch G3, ki je še streljala star naboj 7,62x51. Nova puška naj bi postala standardna v oborožitvi in hkrati namenjena tudi za izvoz. Dva prejšnja H&K projekta sta bila zavrnjena v 80. letih 20. stoletja (G11 in G41) Sprva je bil projekt poimenovan HK-50 (oz. Projekt 50), ki je temeljil že na obstoječih HK36, VP70 in G11). Na razvoj jurišne puške je lahko vplivala tudi Armalite AR-18, čeprav nekateri deli orožja spominjajo na dele AK-47 in M16.
Danes G36 velja za zelo zanesljivo orožje. Leta 1995 ga je v oborožitev sprejel Bundeswehr, potem ko je zmagala na preizkušnjah z drugimi puškami in leta 1999 je Španija sprejela v uporabo G36E kot standardno puško v svojih oboroženih silah.
Pozneje so puško sprejeli tudi v nekaterih britanskih ter ameriških policijsko-varnostnih silah.
Močno predelana G36 je bila vključena v XM-29 OICW kot komponenta za streljanje nabojev na osnovi kinetične energije.

## Zasnova
Jurišna puška uporablja standardni 5,56x45 NATO naboj z najvišjo hitrost streljanja 750 nabojev/min, pri čemer lahko strelja tudi polavtomatsko ali pa z dvo-/trostrelnim rafalom. Strelni mehanizem temelji na plinsko vrtljivem zaklepu, ki uporablja plinski pritisk izstrelka za ponovno vstavitev naboja. To omogoča bolj gladko delovanje, ki se kaže v povečani natančnosti. Zasnova in materiali pripomorejo, da ostaja sprejemnik čist ter brez zastojev, tako da se lahko izstreli 10.000 nabojev brez čiščenja.
Orožje obstaja v treh glavnih verzijah: G36, G36K (karabinka) in G36C (kompaktna/komandos). Skupna dolžina ne presega metra (z izvlečenim kopitom), s 480 mm dolgo cevjo in prazno orožje tehta samo 3,4 kg. Večina puške je iz karbonsko ojačanega polimera, tako da je to orožje prvo tako v množični proizvodnji, čeprav so še potrebni nekateri jekleni deli. Celotno orožje je lahko razstavljeno brez pomoči orodij zaradi sistema nasprotno povezanih zatičev. Transparentni nabojnik drži 30 nabojev s skupno težo 400 g in je opremljen z zatiči za lažje pritrjevanje nabojnikov skupaj; pritrditi je možno tudi 100-nabojni boben in bipod iz MG36. Orožje ima majhen standardni teleskopski merek (3,5× povečava Bundeswehr in 1,5× za izvoz). Namerilni most je hkrati tudi nosilna ročka. Polavtomatska, 10-strelna, popolnoma drugačna civilna verzija obstaja pod oznako SL8.

### Merki
Merilni sistem je unikaten; puška je opremljena z vgrajenim dvojnim merilnim sistemom: klasični teleskopski merek omenjen zgoraj in refleksni merek, poseben sistem, ki projecira rdečo piko v samem merku brez uporabe infrardečega vira za določitev tarče. Ta merek se uporablja z odprtimi očmi in če je uporabljen pravilno, bo strelec imel v vidnem spektru rdečo piko, kamor mora meriti.

### Delovanje
Izgled samega orožja je očem prijazen in funkcionalen, čeprav se bo tulec izvrgel zmeraj na desni strani puške in nosilni jermen bo funkcionalen le, ko se ga bo uporabljalo pravilno, saj je zadnja sponka pritrjena na levi strani. Jurišna puška se lahko opremi z bombometom AG36 40 mm in AK-47 bajonetom (zaradi velike zaloge po združitvi Nemčij). Taktična svetilka se prav tako lahko hitro pritrdi spredaj.

### Kritike zasnove
- Nadlaht je lahko izpostavljena vročini, zato so v novejših verzijah kopiščku dodali vročinski ščit
- Notranja skala merkov pri izvoznih verzijah se premaknejo ob močnejšem udarcu.
- Zaradi manjkajočega strelnega zatiča lahko vzmet povzroči samodejno sprožitev med vstavljanjem nabojnika.
- Refleksivni merek deluje s pomočjo dnevne svetlobe in baterijske moči ponoči, saj je raba tritija (ki je po navadi uporabljen za osvetljevanje merkov) v Nemčiji prepovedana.

### Sprožitvene skupine
Pri verzijah G36K/C/KE ima varovalka/sprožilna skupina naslednje položaje:
- S (varovalka), E (en strel, Einzelschuss), F (rafal, Feuerstoss)

Pri verzijah G36/G36E obstajajo 4 različne skupine:
- S (varovalka), E (enostrelni rafal, Einzelschuss), F (rafal, Feuerstoss)
- S (varovalka), F (rafal)
- 0 (varovalka), 1 (enostrelni rafal), 2 (dvostrelni rafal)
- 0 (varovalka), 1 (enostrelni rafal), 2 (dvostrelni rafal), 3 (trostrelni rafal)

## Tehnični podatki
| Verzija                | Skupna dolžina mm kopito izvlečeno (kopito uvlečeno) | Dolžina cevi mm | Masa kg prazen nabojnik (poln nabojnik) | Merki                                    | Nabojnik (nabojev)           | Slika |
| G36, Standardna        | 999 (758)                                            | 480             | 3.6 (4.0)                               | 3.0x optični, refleksivni merek          | standardno (30), boben (100) |       |
| G36K, Kratka           | 860 (615)                                            | 318             | 3.3 (3.7)                               | 3.0x optični, refleksivni merek          | standardno (30), boben (100) |       |
| G36C, Kompaktna        | 720 (500)                                            | 228             | 2.8 (3.2)                               | 3.0x optični, refleksivni merek          | standardno (30), boben (100) |       |
| G36E, Izvozna          | 999 (758)                                            | 480             | 3.3 (3.7)                               | 1.5x optični                             | standardno (30), boben (100) |       |
| G36KE, Kratka za izvoz | 860 (615)                                            | 318             | 3.0 (3.4)                               | 1.5x optični                             | standardno (30), boben (100) |       |
| SL 8, Civilna          | 980-1030 (-)                                         | 510             | 4.2 (4.4)                               | mehanski (teleskopski merki so na voljo) | standardno (10)              |       |

## Uporabniki
| Država              | Organizacija | Model                    |
| ------------------- | --- | ------------------------ |
| Avstralija          | Avstralska federalna policija (AFP) | G36C                     |
| Avstrija            | posebne policijske enote | n/a                      |
| Belgija             | lokalne posebne policijske enote v Antwerpnu (Bijzondere Bijstandsteam, BBT)                                                                 | n/a                      |
| Brazilija           | Brazilska federalna policija | G36K, G36C               |
| Ciper               | nacionalna garda | n/a                      |
| Češka               | posebne policijske enote | n/a                      |
| Čile                | kopenska vojska | n/a                      |
| Črna gora           | vojska | n/a                      |
| Egipt               | nekatere vojaške enote | n/a                      |
| Filipini            | vojska | n/a                      |
| Finska              | enote za nadzor meje in policija | G36C                     |
| Francija            | posebne enote žandarmerije (GIGN) in protiteroristična enota zvezne policije (RAID)                                                          | n/a                      |
| Gruzija             | posebne vojaške enote in predsedniška garda                                                                                                  | n/a                      |
| Hrvaška             | posebne policijske enote in vojaške enote na kriznih žariščih                                                                                | n/a                      |
| Indonezija          | posebne vojaške enote v vojni mornarnici (Komando Pasukan Khusus, KOPASKA) in kopenski vojski (Komando Pasukan Khusus, KOPASSUS)             | G36C                     |
| Irska               | posebne vojaške enote | n/a                      |
| Italija             | protiteroristična enota karabinjerjev (Gruppo di Intervento Speciale) in posebne enote vojaškega letalstva (RIAM)                            | n/a                      |
| Jordanija           | ministrstvo za notranje zadeve | n/a                      |
| Kanada              | posebne policijske enote | n/a                      |
| Latvija             | posebne vojaške enote | G36KV                    |
| Libanon             | vojska in policijske enote (Forces de Sécurité Intérieure, FSI)                                                                              | G36C3                    |
| Litva               | posebne vojaške enote | n/a                      |
| Malezija            | posebne enote Kraljeve Malezijske policije (Pasukan Gerakan Khas) in vojaške enote (Rejimen Gerak Khas)                                      | G36C                     |
| Mehika              | ministrstvo za notranje zadeve | G36                      |
| Nemčija             | vse zvrsti vojske in zvezna policija (Bundespolizei)                                                                                         | G36A1, G36A2, G36K, G36C |
| Norveška            | vojna mornarnica (Kystjegerkommandoen) | n/a                      |
| Poljska             | posebne vojaške enote (GROM) | n/a                      |
| Portugalska         | marinci, republikanska nacionalna garda, vojaško letalstvo in posebne enote policije (Grupo de Operações Especiais, GOE)                     | n/a                      |
| Romunija            | nekatere vojaške enote | n/a                      |
| Saudova Arabija     | posebne policijske enote | n/a                      |
| Singapur            | posebne policijske enote (STAR) | n/a                      |
| Slovenija           | posebne policijske enote | n/a                      |
| Srbija              | posebne enote vojske (Specijalna brigada) | G36C                     |
| Španija             | vse zvrsti vojske (tudi posebne enote UOE) in državljanska garda                                                                             | n/a                      |
| Švedska             | posebne policijske in vojaške enote | n/a                      |
| Švica               | posebne policijske enote | n/a                      |
| Tajska              | posebne enote mornarnice | n/a                      |
| Tajvan              | obalna straža | n/a                      |
| Združeno kraljestvo | posebne policijske enote (SO19), kadetska organizacija vojaškega letalstva, Metropolitanska policija (Metropolitan Police Service, MPS)      | n/a                      |
| ZDA                 | posebna enota Delta Force in druge posebne vojaške enote, policija mesta Los Angeles in Baltimore ter policijska enota za varovanje kongresa | n/a                      |